# Cierva C.29
Die Cierva C.29 (auch Westland C.29) war ein fünfsitziger Kabinen-Tragschrauber, der 1934 in einem Exemplar in Großbritannien bei der Westland Aircraft konstruiert und gebaut wurde. Lediglich das Rotorsystem stammte von der Cierva Autogiro Company.

## Geschichte
Der Geschäftsführer und Konstrukteur von Westland, Robert Bruce, und der Cheftestpilot des Werks, Harald Penrose, interessierten sich Anfang der 1930er Jahre für Drehflügler, in denen sie unter anderem das Potential für ein künftiges Lufttaxi sahen. Der danach geplante Tragschrauber sollte größer und schwerer sein als alle bisher in Großbritannien gebauten Muster. Penrose nahm 1933 sogar Flugstunden bei der von Cierva betriebenen Flugschule in Hanworth und erhielt dort seine Lizenz zum Fliegen von Tragschraubern. Im gleichen Jahr begannen Bruce und Arthur Davenport mit der Konstruktion der C.29, dem ersten Drehflügler von Westland. Die Cierva Autogiro Company war verantwortlich für die Konstruktion und Bau des Rotors und des Direct-Control-Rotorsteuerungssystems.
Im April 1934 fanden unter Anwesenheit von Juan de la Cierva die ersten Bodenversuche mit der fertiggestellten Maschine statt. Hierbei zeigten sich jedoch von Beginn an starke Bodenresonanz-Probleme. Der vom Rotorkopf herabhängende Steuerknüppel der Direct-Control-Steuerung musste sogar mit einem Seil gegen das unkontrollierbare Umherschwingen in der Kabine gesichert werden. Cierva beurteilte danach die C.29 als zu gefährlich für einen Erstflug. Später im Jahr entschied sich das Air Ministry dafür, eigene Untersuchungen mit der Maschine durchzuführen. So überführte das Ministerium am 11. Dezember 1934 die C.29 zum Royal Aircraft Establishment in Farnborough. Sie erhielt dort die RAF-Seriennummer K3663. Auch dort traten bei den Rollversuchen starke, nicht behebbare Bodenresonanzen auf, sodass die Erprobung eingestellt werden musste. Im Juni 1939 wurde das Flugzeug schließlich verschrottet.

## Konstruktion
Die Fachwerk-Rumpfstruktur bestand aus Stahlrohren mit quadratischem Querschnitt und Duralumin-Rohren sowie Duralumin- und Holzstringern. Mit Hilfe von Formelementen entstand ein ovaler Rumpfquerschnitt. Die Welle zum Antrieb des Rotors vor dem Start verlief vor der Windschutzscheibe von der Motorrückseite zum Rotorkopf. Der Befestigungsring für den Sternmotor war gegenüber der Rumpflängsachse nach unten geneigt, um bereits vor dem Start im Leerlauf des Triebwerks einen Luftstrom zu erzeugen, der zusätzlich hilft, den Rotor in Drehung zu versetzen. Der Dreiblattrotor saß auf einer umgedrehten V-Struktur, die sich auf der Kabine befand und zu den Fahrwerksauslegern hin abgespannt war. Bei dem zweiteiligen, abgestrebten Höhenleitwerk war das Profil des linken Teils umgedreht, um das Propellerdrehmoment auszugleichen. Unter dem Heck war eine kleine Flosse und oberhalb eine große Flosse mit Seitenruder angebracht. Die gesamte Rumpfstruktur war aus Gewichtsgründen lediglich mit Stoff verkleidet. Eine Ausnahme bildeten nur die Kabinentür und kleine Bereiche der Kabinenseiten, die mit Duralumin verkleidet waren.
Die Kabine war rundum verglast mit Schiebefenstern auf beiden Seiten. Die Sitze waren so angeordnet, dass zwei Personen vorne und drei dahinter saßen.

## Technische Daten
| Kenngröße                   | Daten                                                                                   |
| --------------------------- | --------------------------------------------------------------------------------------- |
| Besatzung                   | 1                                                                                       |
| Passagiere                  | 4                                                                                       |
| Länge                       | 11,59 m                                                                                 |
| Rotordurchmesser            | 15,25 m (Profil Gö 606)                                                                 |
| Rotordrehzahl               | 200 min−1                                                                               |
| Leermasse                   | 1462 kg                                                                                 |
| max. Startmasse             | 2270 kg                                                                                 |
| Höchstgeschwindigkeit       | 259 km/h                                                                                |
| Reisegeschwindigkeit        | 208 km/h                                                                                |
| geringste Horizontalgeschw. | 34 km/h                                                                                 |
| Steigleistung               | 434 m/min                                                                               |
| Reichweite                  | 450 km                                                                                  |
| Triebwerk                   | 1 × 14-Zylinder-Armstrong-Siddeley-Panther-IIA-Sternmotor mit einer Leistung von 600 PS |